# Magdolna Kulcsár
Magdolna Kulcsár-Rózsa (ur. 18 lutego 1948 w Pestszentlőrinc) – węgierska lekkoatletka, biegaczka średniodystansowa.
Zdobyła srebrny medal w biegu na 800 metrów na europejskich igrzyskach halowych w 1969 w Belgradzie, przegrywając jedynie z Barbarą Wieck z NRD, a wyprzedzając Annę Ziminę ze Związku Radzieckiego. Startowała na tych igrzyskach również w sztafecie szwedzkiej 1+2+3+4 okrążenia, ale zespół węgierski nie ukończył biegu. Na mistrzostwach Europy w 1969 w Atenach wystąpiła tylko w sztafecie 4 × 400 metrów, która zajęła 7. miejsce. Odpadła w eliminacjach biegu na 800 metrów na halowych mistrzostwach Europy w 1971 w Sofii. Na mistrzostwach Europy w 1971 w Helsinkach odpadła w półfinale biegu na 800 metrów i eliminacjach biegu na 1500 metrów. Odpadła w eliminacjach biegów na 800 metrów i na 1500 metrów na igrzyskach olimpijskich w 1972 w Monachium.
Kulcsár była mistrzynią Węgier w biegu na 400 metrów w 1969, w biegu na 800 metrów w latach 1970–1972, w biegu przełajowym w 1969, w sztafecie 4 × 400 metrów w latach 1969–1973 i 1975, w sztafecie 3 × 800 metrów w 1968 i 1969 oraz w sztafecie 4 × 800 metrów w 1971.
Była rekordzistką Węgier w biegu na 800 metrów (2:02,35 31 sierpnia 1972 w Monachium), biegu na 1500 metrów (4:14,4 7 czerwca 1973 w Ostrawie) i w sztafecie 4 × 400 metrów (3:35,8 19 września 1969 w Atenach).